# Persone di cognome Barnes
| Questa pagina contiene informazioni ricavate automaticamente dalle voci biografiche con l'ausilio del template Bio e di un bot. L'aggiornamento è periodico e automatico e ricostruisce completamente la pagina. Se manca una persona in questa lista, sei pregato di non aggiungerla, ma accertati piuttosto che la sua voce biografica contenga il template Bio e che i dati anagrafici siano correttamente compilati. Se il template Bio manca, inseriscilo tu stesso o, in alternativa, metti l'avviso {{tmp\|Bio}} che ne segnala la mancanza. Se i dati riportati sono sbagliati, correggi direttamente la voce biografica; le modifiche saranno visibili in questa lista entro pochi giorni. Per chiarimenti vedi il progetto antroponimi. La lista contiene solo le 89 persone che sono citate nell'enciclopedia e per le quali è stato implementato correttamente il template Bio. Pagina aggiornata al 23 lug 2025. |

Questa è una lista di persone presenti nell'enciclopedia che hanno il cognome Barnes, suddivise per attività principale.

## Allenatori di calcio(2)
- Billy Barnes, allenatore di calcio e calciatore inglese (Londra, n. 1879 - † 1962)
- Peter Barnes, allenatore di calcio e ex calciatore inglese (Manchester, n. 1957)

## Allenatori di pallacanestro(2)
- Rick Barnes, allenatore di pallacanestro statunitense (Hickory, n. 1954)
- Barry Barnes, allenatore di pallacanestro e ex cestista australiano (Melbourne, n. 1942)

## Arbitri di rugby a 15(1)
- Wayne Barnes, arbitro di rugby a 15 inglese (Lydney, n. 1979)

## Attori(9)
- Rayford Barnes, attore statunitense (Whitesboro, n. 1920 - Santa Monica, † 2000)
- Ben Barnes, attore britannico (Londra, n. 1981)
- Christopher Daniel Barnes, attore e doppiatore statunitense (Portland, n. 1972)
- Demore Barnes, attore canadese (Toronto, n. 1976)
- George Barnes, attore statunitense (Missouri, n. 1880 - West Palm Beach, † 1951)
- Justus D. Barnes, attore statunitense (Little Falls, n. 1862 - Weedsport, † 1946)
- Mac Barnes, attore statunitense (Bedford, n. 1863 - Los Angeles, † 1923)
- Cooper Barnes, attore e disc jockey britannico (Sheffield, n. 1979)
- T. Roy Barnes, attore inglese (Lincolnshire, n. 1880 - Hollywood, † 1937)

## Attrici(8)
- Binnie Barnes, attrice britannica (Islington, n. 1903 - Beverly Hills, † 1998)
- Helen Barnes, attrice e ballerina statunitense (Shelton, n. 1895 - Woodmont, † 1925)
- Joanna Barnes, attrice statunitense (Boston, n. 1934 - Sea Ranch, † 2022)
- Kiara Barnes, attrice e modella statunitense (Salt Lake City, n. 1995)
- Louise Barnes, attrice sudafricana (Johannesburg, n. 1974)
- Natasha Barnes, attrice e cantante britannica (Hampshire, n. 1990)
- Priscilla Barnes, attrice statunitense (Fort Dix, n. 1955)
- Lara Wendel, attrice tedesca (Monaco di Baviera, n. 1965)

## Batteristi(1)
- Brandon Barnes, batterista statunitense (Denver, n. 1972)

## Calciatori(10)
- Ashley Barnes, calciatore inglese (Bath, n. 1989)
- Bobby Barnes, ex calciatore inglese (Kingston upon Thames, n. 1962)
- Dillon Barnes, calciatore giamaicano (Londra, n. 1996)
- Giles Barnes, ex calciatore inglese (Barking, n. 1988)
- Harvey Barnes, calciatore inglese (Burnley, n. 1997)
- Horace Barnes, calciatore inglese (Sheffield, n. 1891 - Clayton, † 1961)
- John Charles Barnes, ex calciatore e allenatore di calcio inglese (Kingston, n. 1963)
- Joselpho Barnes, calciatore tedesco (Oberhausen, n. 2001)
- Paul Barnes, ex calciatore inglese (Leicester, n. 1967)
- Walley Barnes, calciatore e allenatore di calcio gallese (Brecon, n. 1920 - Londra, † 1975)

## Canottiere(1)
- Kirsten Barnes, ex canottiera canadese (Londra, n. 1968)

## Cantanti(3)
- Chris Barnes, cantante e produttore discografico statunitense (Buffalo, n. 1967)
- Don Barnes, cantante, musicista e polistrumentista statunitense (n. 1952)
- Micah Barnes, cantante, compositore e attore canadese (Vienna, n. 1960)

## Cantautrici(1)
- Georgia, cantautrice e produttrice discografica britannica (Londra, n. 1990)

## Cestiste(3)
- Bev Barnes, cestista canadese (Ottawa, n. 1951 - Richmond, † 2016)
- Adia Barnes, ex cestista e allenatrice di pallacanestro statunitense (San Diego, n. 1977)
- Quacy Barnes, ex cestista e allenatrice di pallacanestro statunitense (Benton Harbor, n. 1976)

## Cestisti(8)
- Jim Barnes, cestista statunitense (Tuckerman, n. 1941 - Silver Spring, † 2002)
- Lamont Barnes, ex cestista statunitense (Lexington, n. 1978)
- Rod Barnes, ex cestista e allenatore di pallacanestro statunitense (Satartia, n. 1966)
- Auston Barnes, cestista statunitense (Lansing, n. 1991)
- Harrison Barnes, cestista statunitense (Ames, n. 1992)
- Harry Barnes, ex cestista statunitense (Boston, n. 1945)
- Marvin Barnes, cestista statunitense (Providence, n. 1952 - Providence, † 2014)
- Matt Barnes, ex cestista statunitense (Santa Clara, n. 1980)

## Cicliste su strada(1)
- Hannah Barnes, ex ciclista su strada britannica (Tunbridge Wells, n. 1993)

## Compositori di scacchi(1)
- Barry Barnes, compositore di scacchi inglese (Brighton, n. 1937)

## Costumisti(1)
- Gregg Barnes, costumista statunitense (n. 1956)

## Critici teatrali(1)
- Clive Barnes, critico teatrale e biografo britannico (Londra, n. 1927 - New York, † 2008)

## Direttori della fotografia(1)
- George Barnes, direttore della fotografia statunitense (Pasadena, n. 1892 - Los Angeles, † 1953)

## Drammaturghi(1)
- Peter Barnes, drammaturgo e sceneggiatore britannico (Londra, n. 1931 - Londra, † 2004)

## Giocatori di baseball(2)
- Austin Barnes, giocatore di baseball statunitense (Riverside, n. 1989)
- Matt Barnes, giocatore di baseball statunitense (Danbury, n. 1990)

## Giocatori di football americano(5)
- Kalon Barnes, giocatore di football americano statunitense (Silsbee, n. 1998)
- Kevin Barnes, ex giocatore di football americano statunitense (Fayetteville, n. 1986)
- Khalif Barnes, giocatore di football americano statunitense (San Diego, n. 1982)
- Mike Barnes, ex giocatore di football americano statunitense (Pittsburgh, n. 1950)
- Zaire Barnes, giocatore di football americano samoano americano (Mundelein, n. 1999)

## Imprenditori(1)
- Peter Barnes, imprenditore, giornalista e ambientalista statunitense (New York, n. 1940)

## Informatici(1)
- John Barnes, informatico britannico

## Lottatori(1)
- Heinrich Barnes, lottatore sudafricano (Pretoria, n. 1986)

## Mafiosi(1)
- Leroy Barnes, mafioso e collaboratore di giustizia statunitense (New York, n. 1933 - New York, † 2012)

## Modelle(1)
- Debra Dene Barnes, modella statunitense

## Pallavoliste(1)
- Mekana Barnes, ex pallavolista statunitense (Pasadena, n. 1986)

## Pallavolisti(1)
- Ryley Barnes, pallavolista canadese (Edmonton, n. 1993)

## Pesisti(1)
- Randy Barnes, ex pesista statunitense (Charleston, n. 1966)

## Poeti(1)
- Barnabe Barnes, poeta e drammaturgo inglese (n. 1571 - † 1609)

## Politici(1)
- Roy Barnes, politico statunitense (Mableton, n. 1948)

## Produttrici cinematografiche(1)
- Joslyn Barnes, produttrice cinematografica e sceneggiatrice statunitense

## Pugili(1)
- Paddy Barnes, pugile irlandese (Belfast, n. 1987)

## Religiosi(1)
- Robert Barnes, religioso e teologo britannico (King's Lynn, n. 1495 - Londra, † 1540)

## Rugbisti a 15(1)
- Berrick Barnes, rugbista a 15 australiano (Brisbane, n. 1986)

## Scacchisti(2)
- Robert Henry Barnes, scacchista britannico (Inghilterra, n. 1849 - Nuova Zelanda, † 1916)
- Thomas Wilson Barnes, scacchista inglese (Londra, n. 1825 - Londra, † 1874)

## Scrittori(1)
- Julian Barnes, scrittore britannico (Leicester, n. 1946)

## Scrittori di fantascienza(1)
- John Barnes, autore di fantascienza statunitense (n. 1957)

## Scrittrici(1)
- Djuna Barnes, scrittrice, illustratrice e giornalista statunitense (Cornwall-on-Hudson, n. 1892 - New York, † 1982)

## Storici(1)
- Timothy Barnes, storico britannico (Yorkshire, n. 1942)

## Storici della filosofia(1)
- Jonathan Barnes, storico della filosofia inglese (Much Wenlock, n. 1942)

## Tennisti(1)
- Ronald Barnes, tennista brasiliano (Rio de Janeiro, n. 1941 - New York, † 2002)

## Tiratori a segno(1)
- George Barnes, tiratore a segno britannico (n. 1849 - Londra, † 1934)

## Velisti(1)
- David Barnes, velista neozelandese (Wellington, n. 1958 - † 2020)

## Velociste(1)
- Celera Barnes, velocista statunitense (Ventura, n. 1998)

## Velocisti(1)
- Emre Zafer Barnes, velocista giamaicano (n. 1988)

## Wrestler(1)
- Ron Garvin, ex wrestler canadese (Montréal, n. 1945)